# Auffay
Auffay est une ancienne commune française située dans le département de la Seine-Maritime, en Normandie.
Elle a fusionné avec Cressy et Sévis pour former, le 1er janvier 2019, la commune nouvelle du Val-de-Scie, dont elle est désormais le chef-lieu et une commune déléguée.

## Géographie

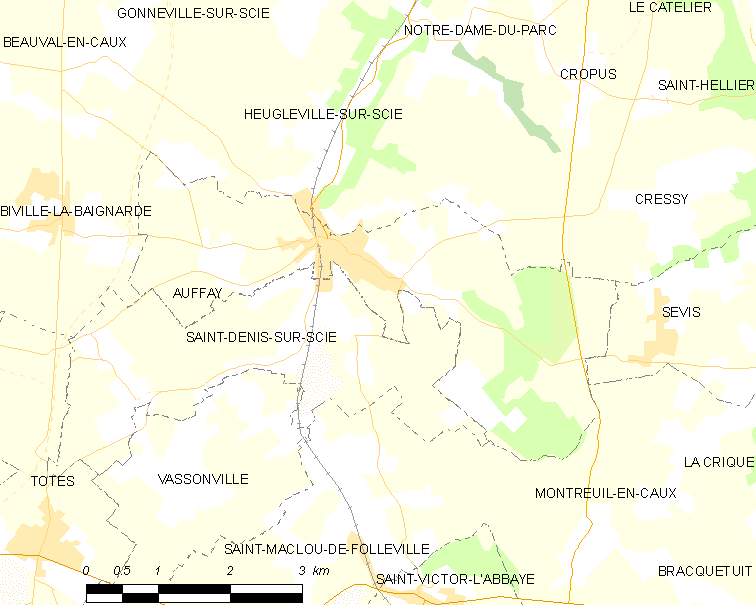
Carte de la commune.

### Localisation
Auffay est située dans la vallée de la Scie, dans le pays de Caux. Elle est à 7 km de Tôtes, à 9 km de Longueville-sur-Scie, à 11 km de Bellencombre, à 13 km des Grandes-Ventes et de Bosc-le-Hard et à 15 km de Clères. Elle est desservie par la gare d'Auffay située sur la ligne reliant Rouen-Rive-Droite à Dieppe.
L'accès à la RN 27, la voie rapide Rouen-Dieppe, est à 4 km du bourg, celui à l'A29 est à 15 km, en direction du Havre alors que celui à l'A28 en directions d'Abbeville et d'Amiens est à 17 km.
Le bourg dispose de la gare d'Auffay, desservie par le réseau TER Normandie, sur la ligne de Malaunay - Le Houlme à Dieppe.

### Hydrographie
Auffay est drainé par le fleuve côtier la Scie.

## Toponymie
Le nom de la localité est attesté sous les formes Alfait en 1085 ; Aufaio fin du XIIe siècle (Archives départementales de la Seine-Maritime, 7 H) ; de Aufai en 1174 et 1178 ; De Aufay en 1179 ; de Affai en 1174 et 1181 ; del Aufoy en 1177 et 1182, de Aufay en 1180 et 1182 ; de Alfay en 1181 et 1183 ; Apud Alfay en 1128 ; de Altifago au XIIe siècle (Beaurepaire-Saint-Victor 376) ; Alfai en 1180 ; Aufay en 1198 ; In parte mea molendini de Altifago en 1236 (Archives départementales de la Seine-Maritime, 55 H) ; Prevosteria de Altifago en 1241 (Archives départementales de la Seine-Maritime, 55 H. cart. f. 79) ; Ecclesia de Aufay vers 1240 ; Capellanus leproserie de Aufay en 1248 ; Apud Aufay en 1248 ; Aufaiacum en 1249 ; Aufayum en 1249 et 1250 ; Aufaytum et Aufayacum en 1251 ; Altifagum en 1252 et 1258 ;  Aufay en 1460 (Archives départementales de la Seine-Maritime, G 3269) ; Auffay en Caux et Auffay sur Sie au XVe siècle (Archives départementales de la Seine-Maritime, 19 H Cptes) ; Aufy sur Sye en 1549 (Archives départementales de la Seine-Maritime, tab. Rouen) ; Auffy en 1636 ; Aufay en 1715 ; (Frémont) ; Auffay en 1757 (carte de Cassini).
Il s'agit d'une formation médiévale basée sur l'ancien français aut (variante de haut) et fai « hêtraie ». Fai est issu du gallo-roman FAGETU, bas latin altum fagetum « haute hêtraie ».
Selon René Lepelley, le nom signifierait « le haut endroit où il pousse des hêtres ».

## Histoire
L'église d'Auffay est desservie, dès 1060, par un collège de six chanoines réguliers de Saint-Augustin. Selon un acte de donation daté de 1079, ils sont remplacés par des moines bénédictins de l'abbaye de Saint-Évroult. La ville est érigée en commune le 21 février 1203 par Jean sans Terre. Occupée par les Anglais après la bataille d'Azincourt, la ville est brûlée par les Bourguignons en 1472.
Henri IV séjourne à plusieurs reprises dans la ville.
En 1864, une sucrerie analogue à celle d'Étrépagny pré-existait.
Auffay a été chef-lieu de canton durant la Révolution (de 1790 au 8 pluviôse an IX, soit le 28 janvier 1801).
Seconde Guerre mondiale
Dans la nuit du 10 au 11 juin 1940, durant la bataille de France, le bourg est détruit par des bombes incendiaires allemandes.
Pendant la Seconde Guerre mondiale, c'est ici que Michel Hollard découvre les chantiers des rampes de lancement des missiles V1.
Fusion de communes
Les communes d'Auffay, Cressy, Sévis et Cropus  ont envisagé en 2017 de fusionner, afin de réaliser des économies d'échelle, de limiter la baisse des dotations d’État, et d'éviter une union imposée avec des partenaires non choisis. Après l'abandon de cette démarche par Cropus, la fusion est entérinée par les conseils municipaux rassemblés des 3 communes, malgré l'opposition de certains habitants qui demandent l'organisation d'un référendum.
La commune nouvelle du Val-de-Scie est ainsi créée au 1er janvier 2019, et Auffay, Cressy, Sévis deviennent ses communes déléguées, malgré l'opposition d'un collectif d'habitants qui conteste en justice la fusion.
Les YouTubeurs Joyca et Mastu se sont rendus dans la ville le 25 septembre 2022 dans le cadre d'une vidéo dans lequel ils se sont lancés comme défi de se rendre là où la fléchette, qu'ils ont lancé sur une carte de la France, et la fléchette a atterri sur Auffay

### Rattachements administratifs et électoraux
Auffay se trouve dans l'arrondissement de Dieppe du département de la Seine-Maritime. Pour l'élection des députés, elle fait partie depuis 2012 de la dixième circonscription de la Seine-Maritime.
Elle faisait partie depuis 1801 du canton de Tôtes. Dans le cadre du redécoupage cantonal de 2014 en France, Auffay est rattachée au canton de Luneray jusqu'à la fusion de 2019.

### Intercommunalité
Auffay était membre de la communauté de communes des Trois Rivières, créée en 2002.
Dans le cadre de l'approfondissement de la coopération intercommunale prévu par la Loi portant nouvelle organisation territoriale de la République (Loi NOTRe) du 7 août 2015, cette intercommunalité qui n'atteignait pas le seuil minimal de 15 000 habitants a du fusionner avec ses voisines pour former, le 1er janvier 2017, la communauté de communes Terroir de Caux dont Auffay a été membre jusqu'à la fusion de 2017.

### Liste des maires délégués
| Période      | Période                        | Identité          | Étiquette | Qualité |
| ------------ | ------------------------------ | ----------------- | --------- | --- |
| janvier 2019 | En cours (au 1er janvier 2019) | Christian Suronne |           | Artisan boucher retraité Vice-président de la CC des Trois Rivières (2008 → ) Maire de Val-de-Scie (2019 → ) |

### Jumelages
- Bleckede (Allemagne) depuis 1977 ;
- Monreal del Campo (Espagne).

## Équipements et services publics

### Enseignement
Auffay dispose d’un collège.

## Population et société

### Démographie
L'évolution du nombre d'habitants est connue à travers les recensements de la population effectués dans la commune depuis 1793. Pour les communes de moins de 10 000 habitants, une enquête de recensement portant sur toute la population est réalisée tous les cinq ans, les populations de référence des années intermédiaires étant quant à elles estimées par interpolation ou extrapolation. Pour la commune, le premier recensement exhaustif entrant dans le cadre du nouveau dispositif a été réalisé en 2005.

En 2016, la commune comptait 1 880 habitants, en évolution de +1,24 % par rapport à 2010 (Seine-Maritime : +0,35 %, France hors Mayotte : +2,11 %).
| 1793  | 1800  | 1806  | 1821  | 1831  | 1836  | 1841  | 1846  | 1851  |
| ----- | ----- | ----- | ----- | ----- | ----- | ----- | ----- | ----- |
| 1 148 | 1 149 | 1 172 | 1 042 | 1 137 | 1 138 | 1 144 | 1 192 | 1 247 |

| 1856  | 1861  | 1866  | 1872  | 1876  | 1881  | 1886  | 1891  | 1896  |
| ----- | ----- | ----- | ----- | ----- | ----- | ----- | ----- | ----- |
| 1 287 | 1 371 | 1 382 | 1 363 | 1 364 | 1 412 | 1 314 | 1 413 | 1 415 |

| 1901  | 1906  | 1911  | 1921  | 1926  | 1931  | 1936  | 1946  | 1954  |
| ----- | ----- | ----- | ----- | ----- | ----- | ----- | ----- | ----- |
| 1 336 | 1 421 | 1 491 | 1 315 | 1 287 | 1 337 | 1 371 | 1 348 | 1 411 |

| 1962  | 1968  | 1975  | 1982  | 1990  | 1999  | 2005  | 2006  | 2010  |
| ----- | ----- | ----- | ----- | ----- | ----- | ----- | ----- | ----- |
| 1 448 | 1 432 | 1 702 | 1 788 | 1 888 | 1 872 | 1 757 | 1 753 | 1 857 |

| 2015  | 2016  | - | - | - | - | - | - | - |
| ----- | ----- | - | - | - | - | - | - | - |
| 1 877 | 1 880 | - | - | - | - | - | - | - |

### Manifestations culturelles et festivités
- Fête de la musique le 21 juin.
- Marche aux flambeaux le 14 juillet, suivie d'un feu d'artifice.

## Économie

### Entreprises et commerces
Marché hebdomadaire.

## Culture locale et patrimoine

### Tableaux
Le peintre Henri Rivière a peint plusieurs tableaux représentant Auffay en 1926 et 1927 :

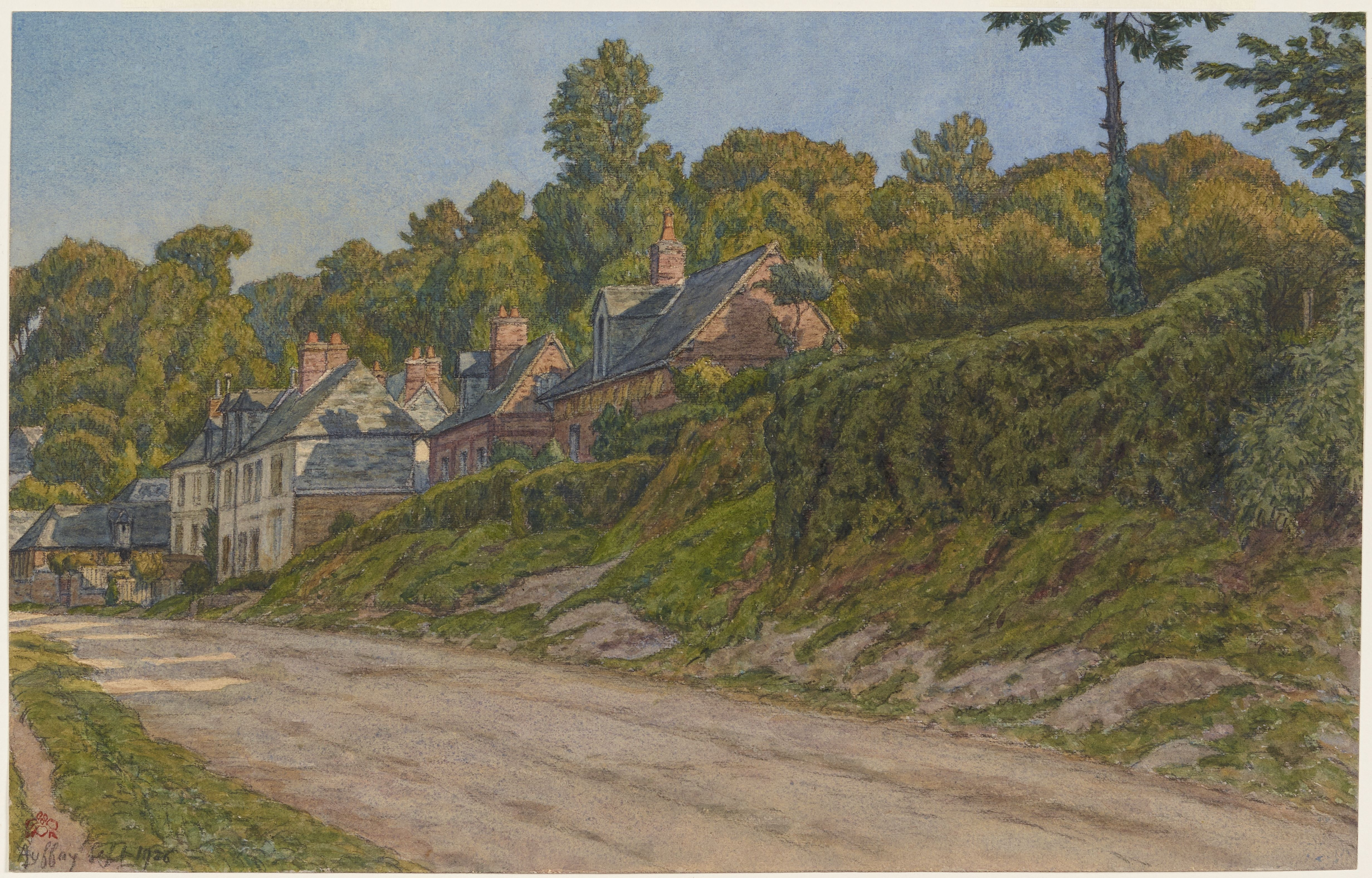
Route d'Auffay (dessin, 1926).
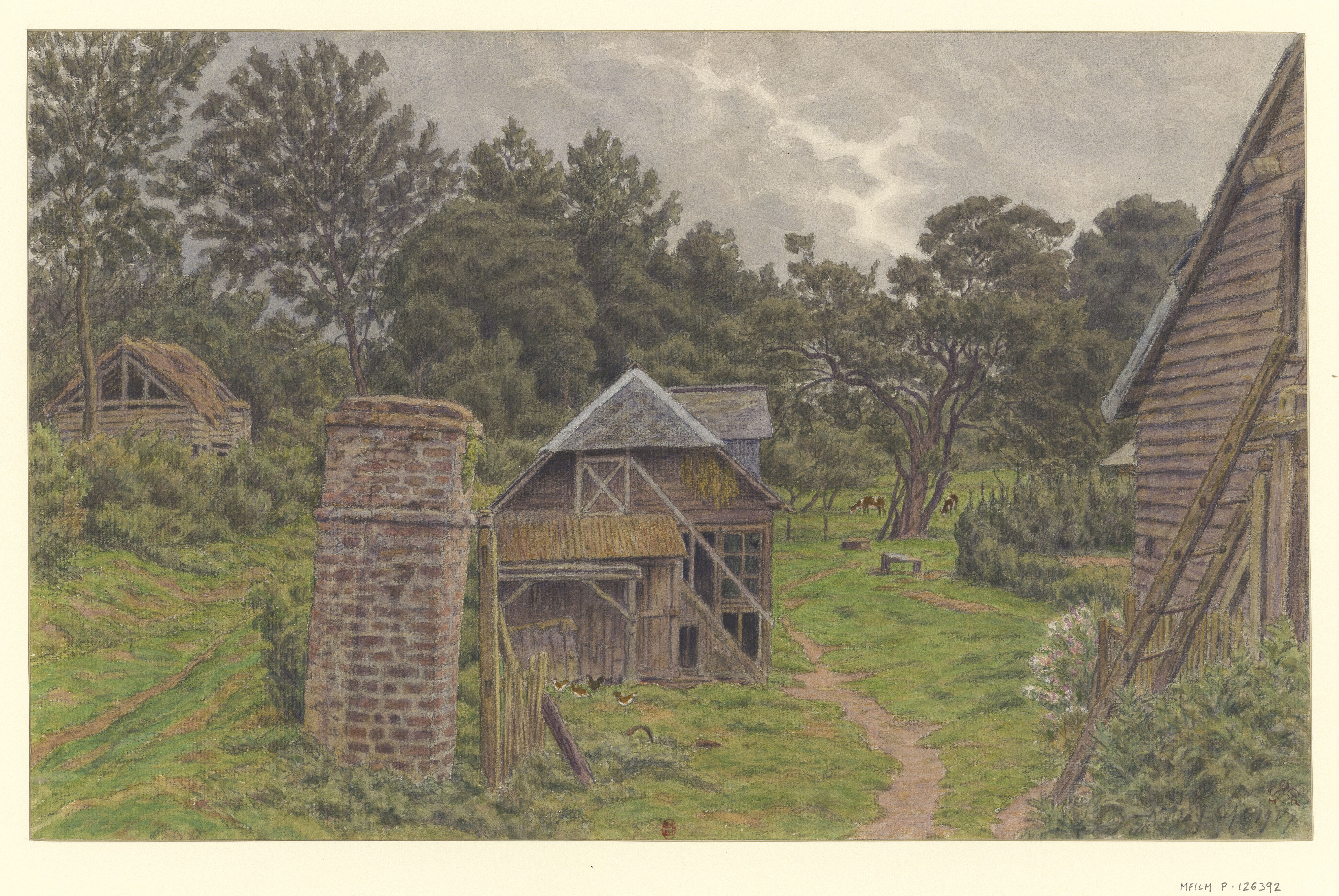
Entrée de ferme à Auffay (dessin, 1927).
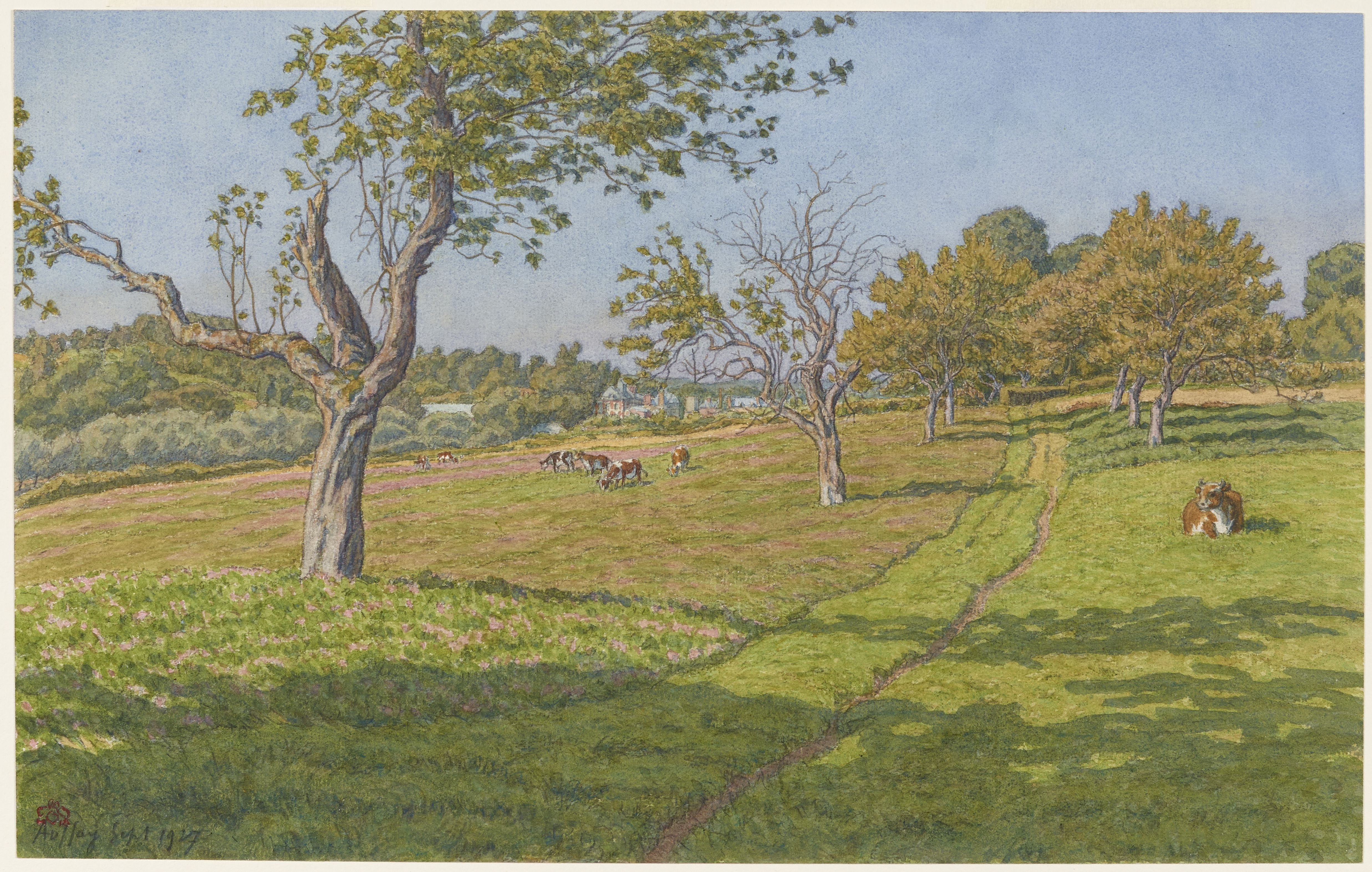
Champs à Auffay (dessin, 1927).

### Lieux et monuments
- Collégiale Notre-Dame du XIe siècle, remaniée depuis. La nef est élevée et le chœur est flamboyant. Sur le flanc Sud se trouvent les célèbres jacquemarts en bois polychrome du XVIIIe siècle : Houzou Bénard et Paquet Sivière.
- Château de Bosmelet du XVIIe siècle. Il appartint notamment au duc de la Force, gouverneur de Normandie. Éventré en février 1944, alors que les Allemands installaient dans son parc une base de lancement de V1, il a été depuis restauré à l'identique ainsi que son parc et son potager. Il a reçu le label « jardin remarquable ».
- Monument aux morts dû à Albert Guilloux (1921)

### Personnalités liées à la commune
- Charles Féré (1852-1907), médecin, né à Auffay.
- Anatole Albert Nebout (1862-1939), explorateur, né à Auffay.
- Abel Decaux (1869-1943), organiste et compositeur, né à Auffay.
- Michel Hollard (1898-1993), chef du réseau AGIR, a de visu repéré les installations de lancement de la bombe volante et a transmis ces renseignements aux Britanniques. Une rue d'Auffay porte son nom.
- Henri Paumelle (1899-1965), homme politique né à Auffay.
- Frédéric Pierrot, comédien[réf. nécessaire], a grandi à Auffay.
- Thomas Pesquet, spationaute, a étudié au collège René-Coty d'Auffay.
- Pierre Hatet (1930-2019), acteur, natif de la commune.

### Héraldique
| Armes d'Auffay | Les armes de la commune d'Auffay se blasonnent ainsi : Parti : au 1er d'azur au hêtre au naturel, au 2e de gueules à la crosse et au sabre renversé passés en sautoir, le tout d'argent. |

### Galerie

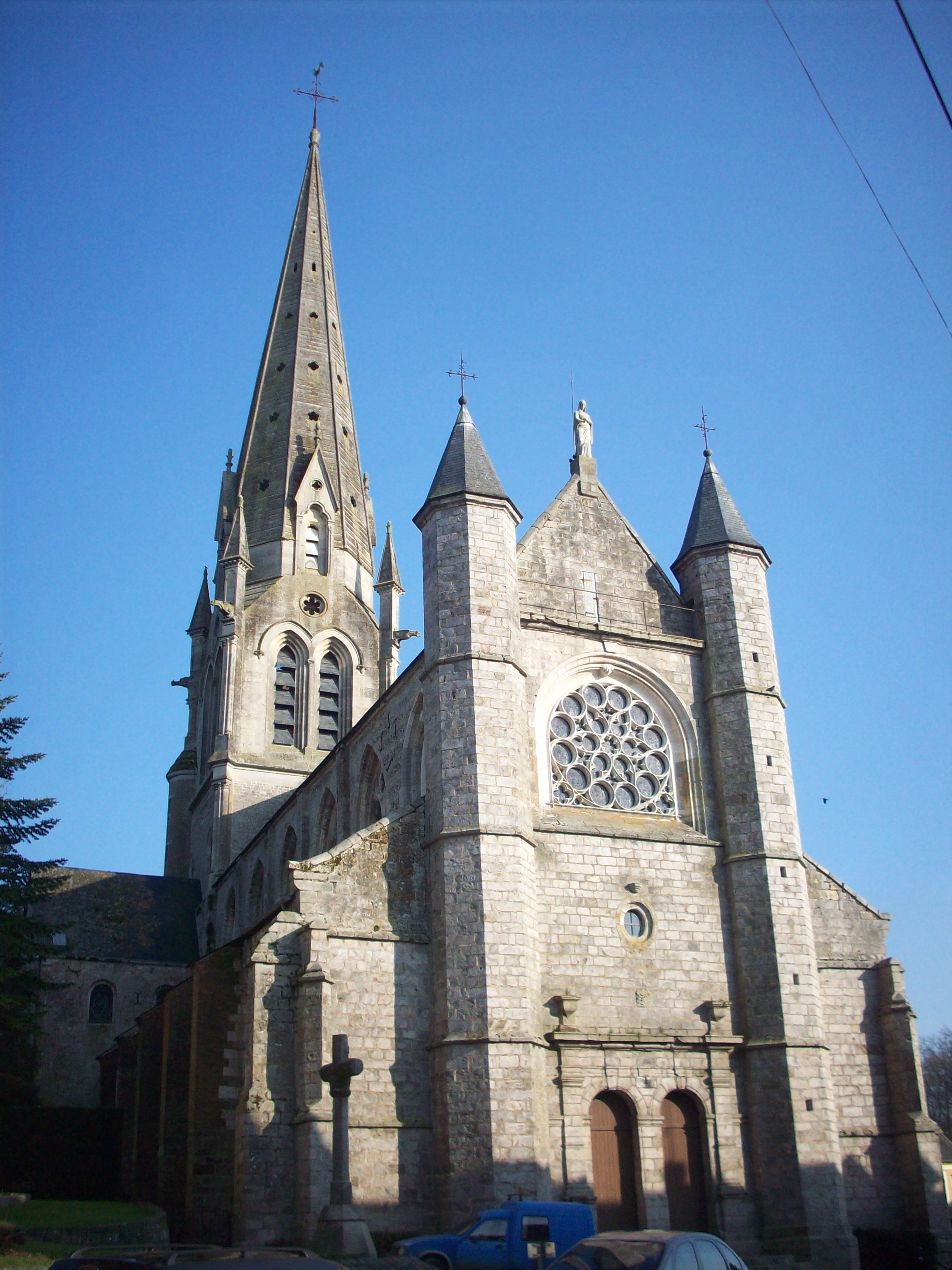
Façade occidentale de la collégiale Notre-Dame d'Auffay.
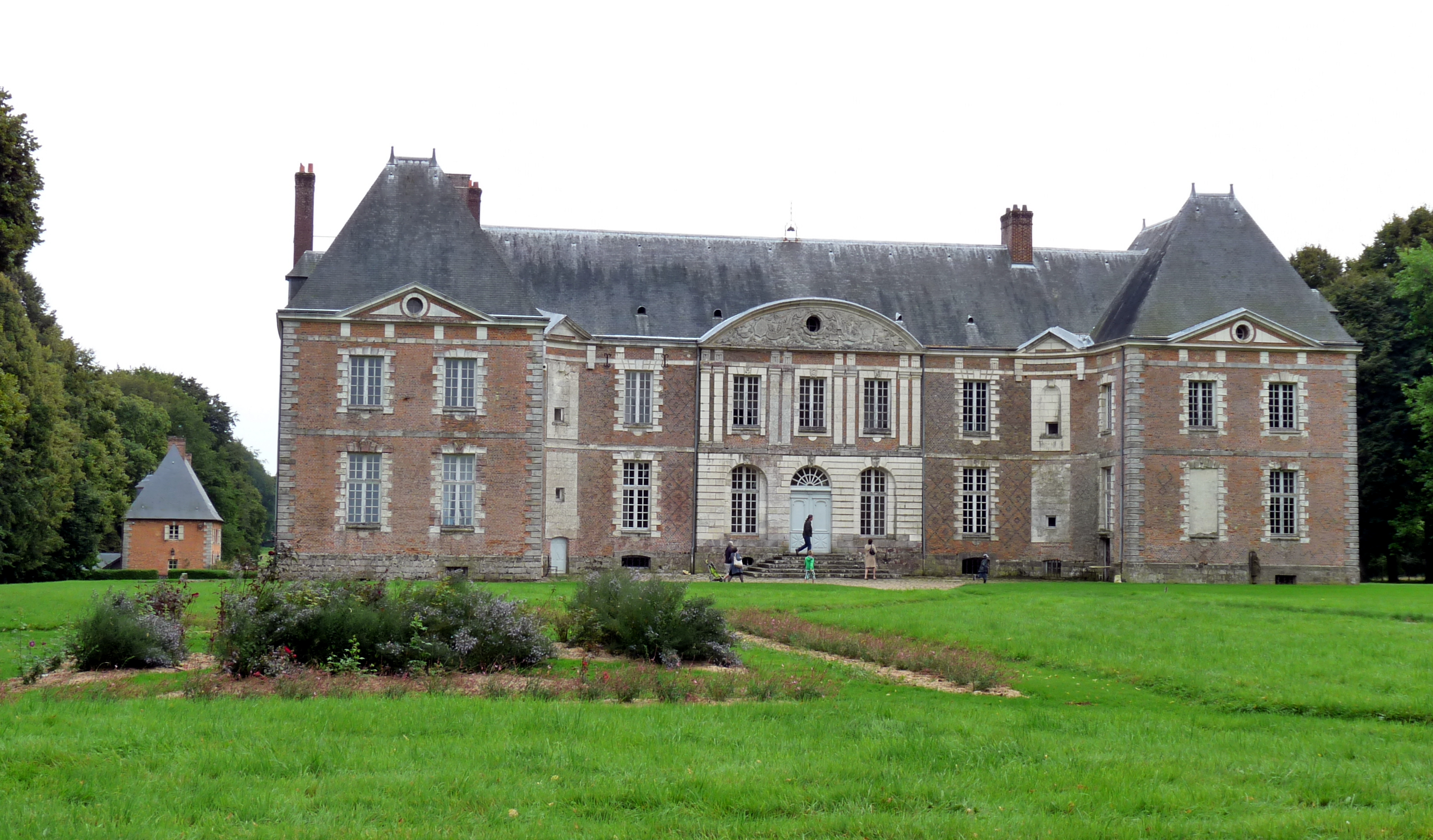
Château de Bosmelet.
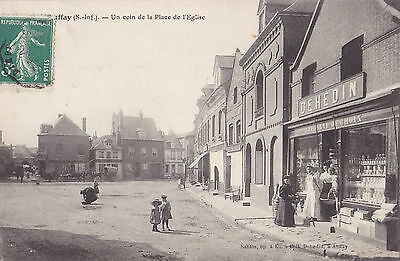
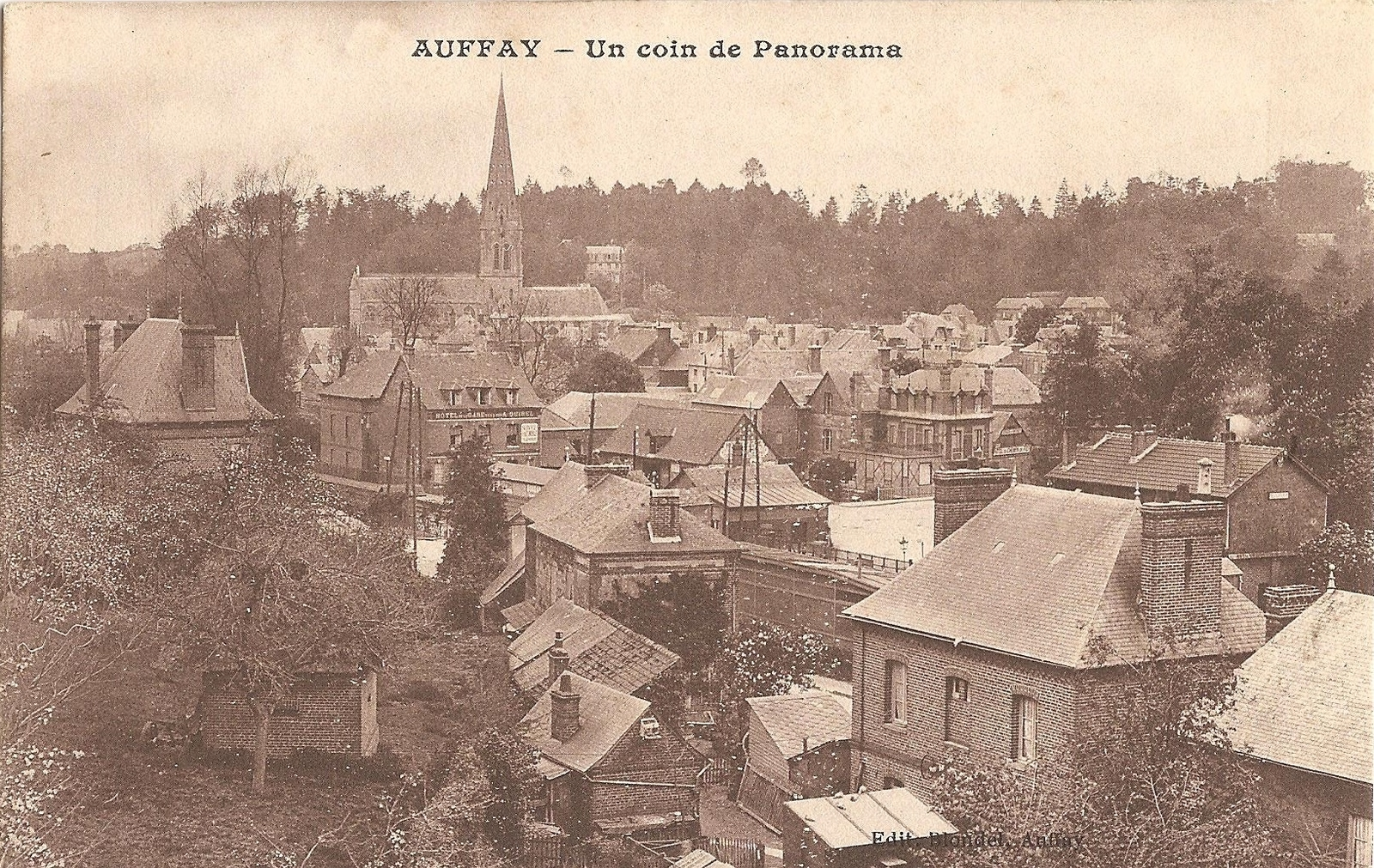
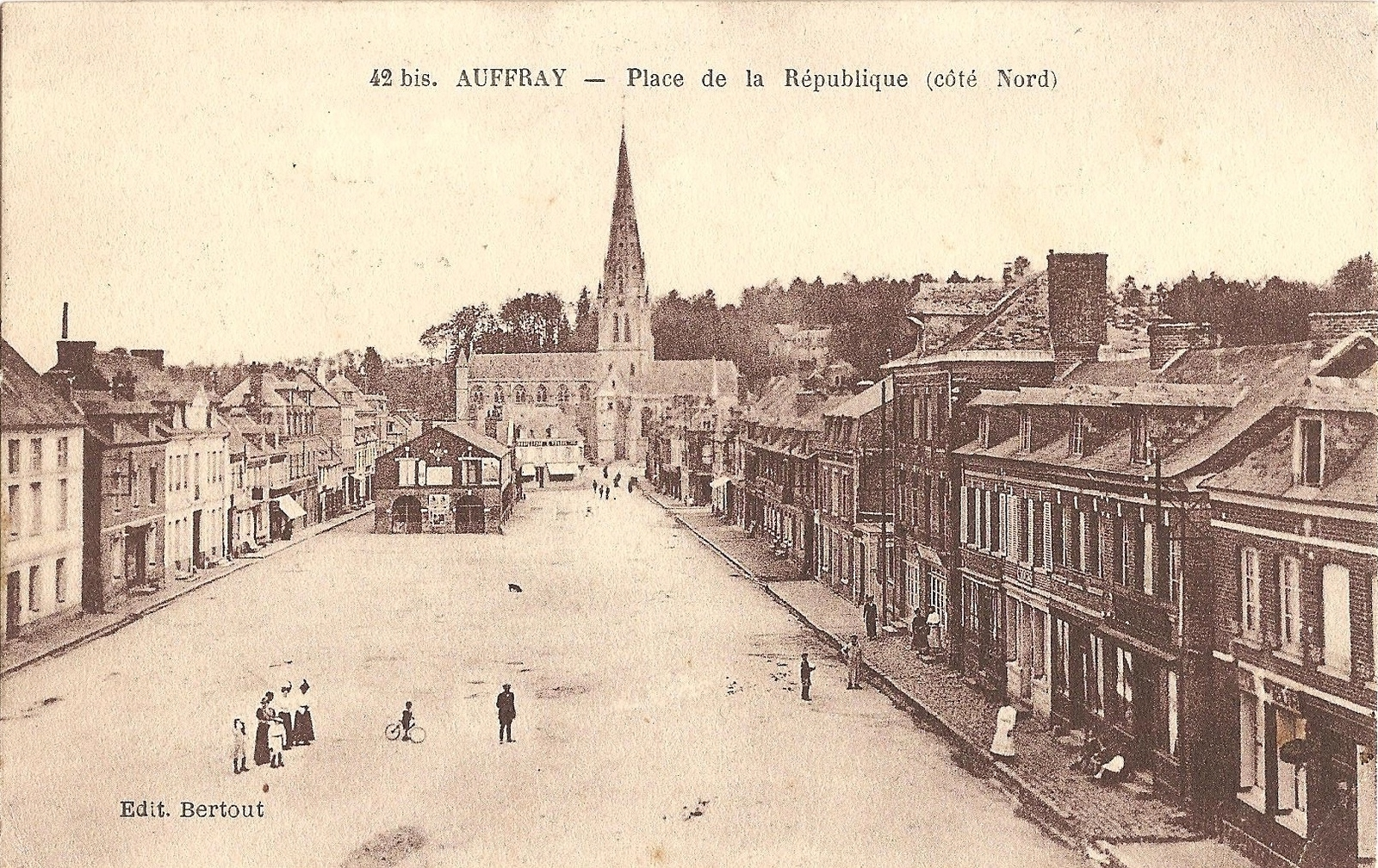
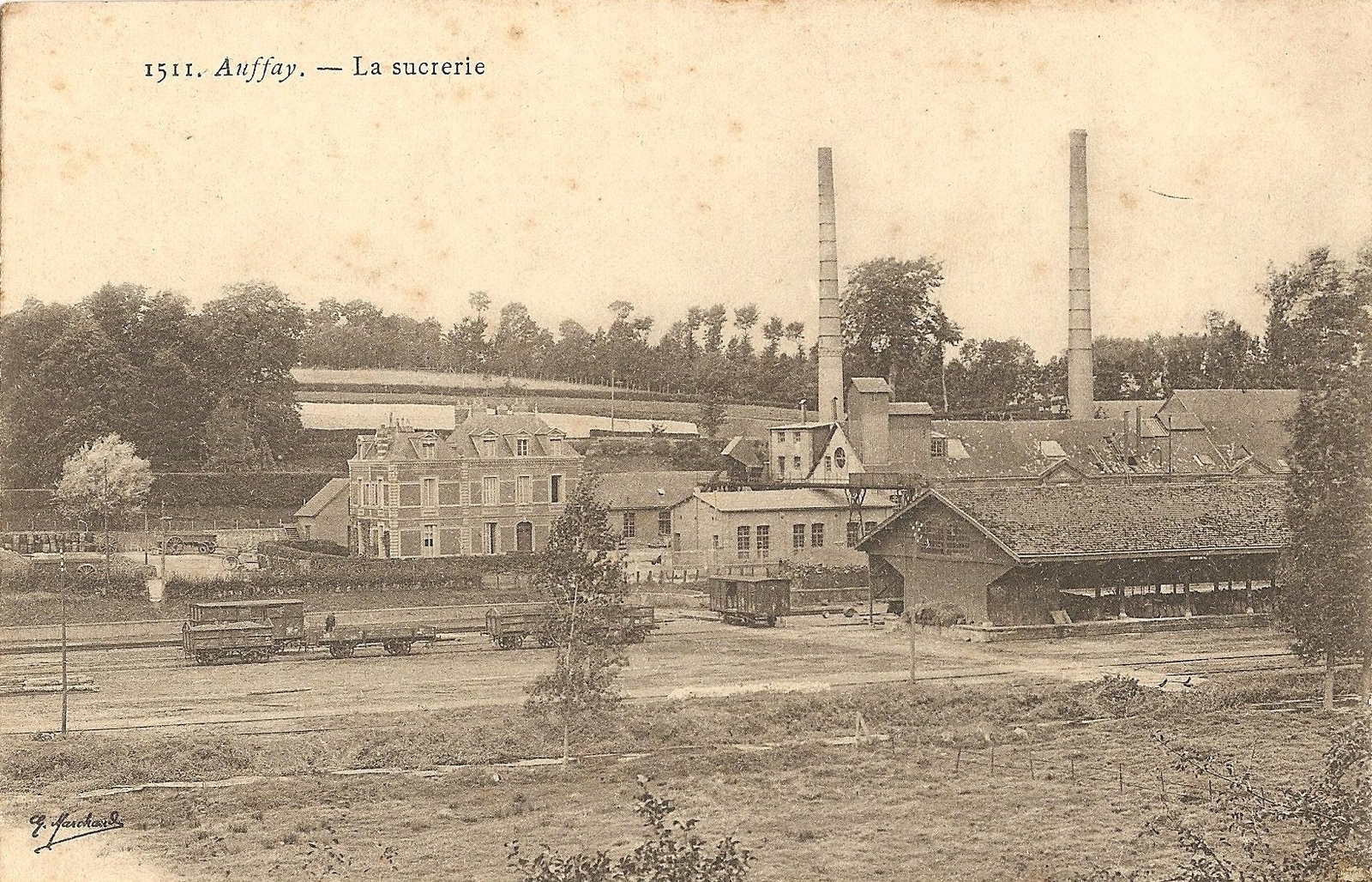
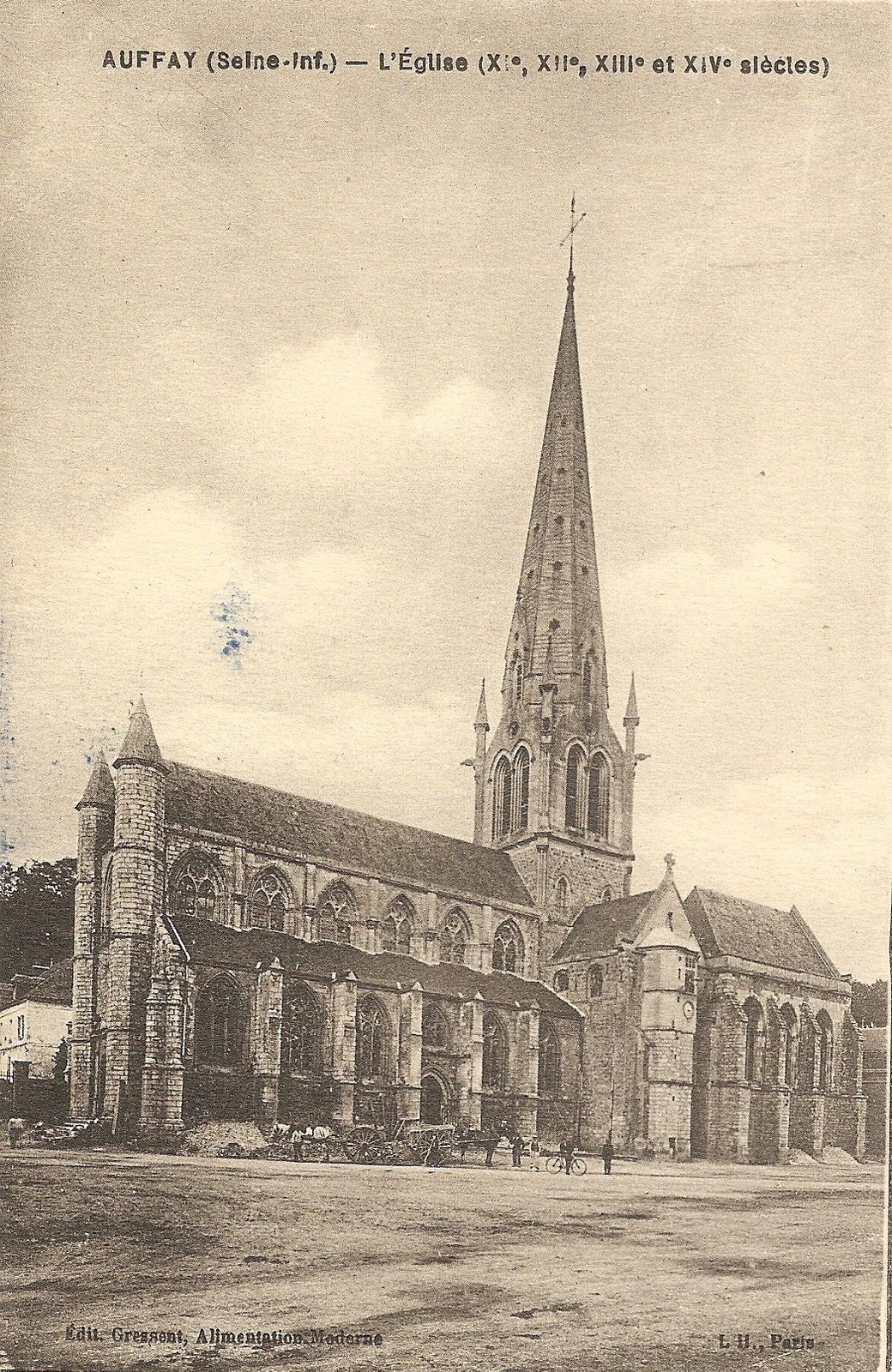
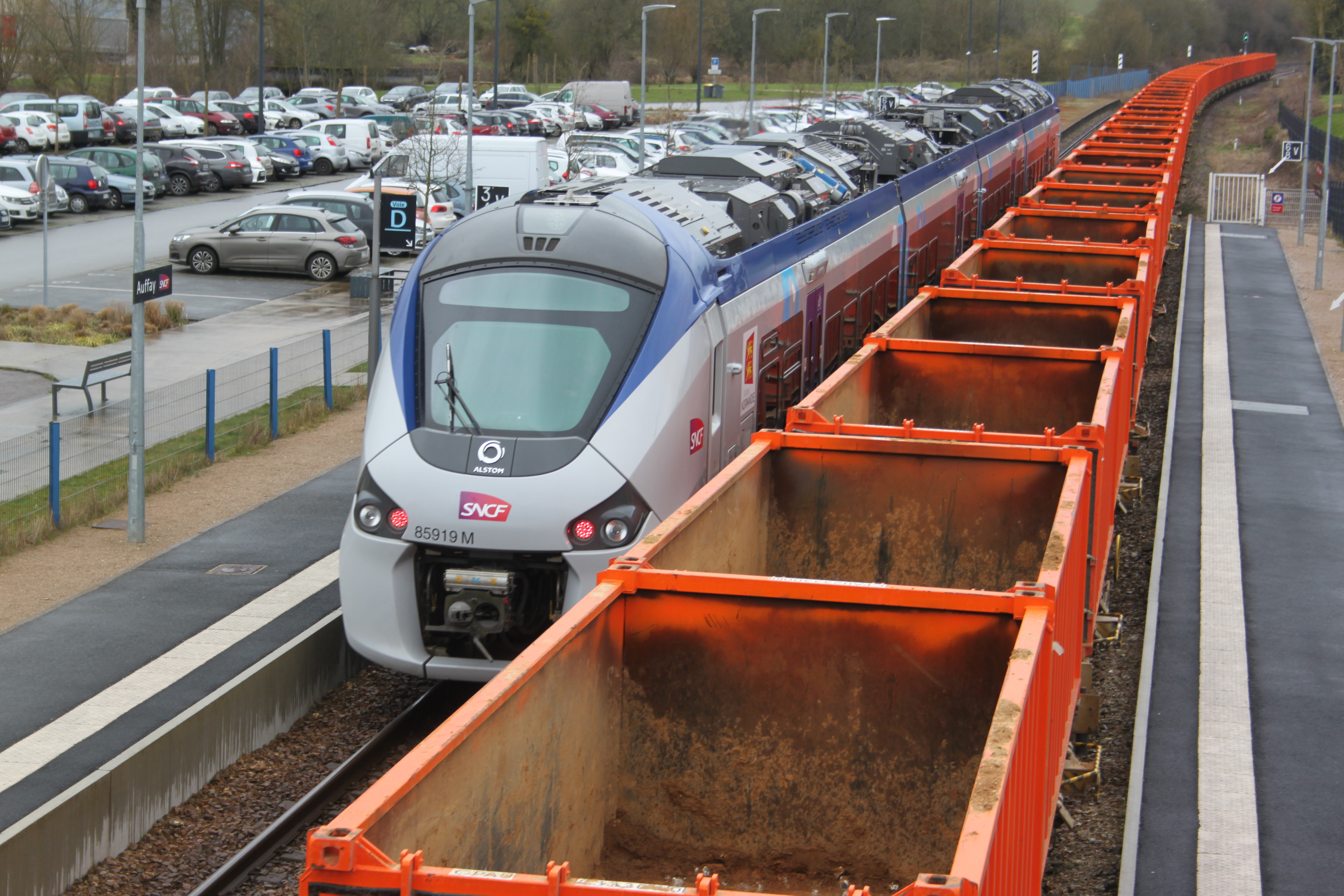
Croisement d'un TER pour Rouen et d'un train de bennes pour Rouxmesnil-Bouteilles.